# سباق باريس روبيه 1972
طواف باريس 1972 هو سباق دراجات هوائية أقيم بتاريخ أبريل 16، تكون السباق من مرحلة واحدة، وامتدّ لمسافة 272 كم، وبسرعة 36.709 كم/س، استغرق السباق 7 ساعات و24 دقيقة و05 ثانية. فاز به البلجيكي روجر دي فلايمينك.

## الترتيب
| م                     | الدرّاج           | البلد  | الزمن                       |
| --------------------- | ---------------- | ------ | --------------------------- |
| الفائز بالترتيب العام | روجر دي فلايمينك | بلجيكا | 7 ساعات و24 دقيقة و05 ثانية |